# Batalla de Novara (1500)
La batalla de Novara se libró el 8 de abril de 1500 entre las fuerzas del rey Luis XII de Francia y las fuerzas de Ludovico Sforza, duque de Milán.
El 24 de marzo de 1500, el vizconde Luis II de la Trémoille se unió al principal ejército francés en Mortara, Lombardía, con un batallón de unos 6000 hombres, apoyado por algunas piezas de artillería. Fue seguido rápidamente por otro batallón de unos 10 000 mercenarios suizos reclutados por el Baillie de Dijon. El 5 de abril, todo el ejército se unió y marchó para enfrentarse a las fuerzas milanesas ante la ciudad de Novara. Había un gran número de mercenarios suizos en las filas de cada uno de los dos ejércitos. Pero los cantones helvéticos, al aceptar sus contratos de asistencia militar, colocaban una cláusula por la que no se verían obligados a luchar contra otros suizos. (Las tropas suizas de ambos bandos estaban cerca y, aunque servían bajo diferentes banderas, bebían juntas). Como resultado, cuando comenzó la acción en Novara el día 8, los suizos bajo los Sforza se negaron a actuar contra los de La Trémoille. Un cañonazo hizo que Sforza y su ejército se retiraran a la fortaleza de Novara, que fue sitiada por los franceses unos días después. La Trémoille, para cortar su camino hacia Milán, se fortificó entre Novara y el río Tesino.
Desde la noche del día 9, los suizos al servicio de los Sforza se amotinaron y negociaron una capitulación con los franceses. Los lansquenetes alemanes rápidamente hicieron lo mismo. Mediante esa capitulación, que se ejecutó el 10 de abril de 1500, se satisfizo a los suizos las soldadas debidas y se les permitió, al igual que a los lansquenetes, regresar a sus hogares con su equipaje, después de haber depuesto las armas. Sus compañeros, los lombardos y los stratioti (caballería ligera albanesa y griega), salieron de Novara e intentaron abrirse camino hacia el Tesino. Fueron cargados y asaltados por las fuerzas francesas. Mientras tanto, los suizos pasaban de a pares o de a tres ante los franceses, donde eran examinados mientras los franceses buscaban a Ludovico Sforza, que se pensaba que estaba escondido entre ellos. Fue entregado por dos de sus compañeros; luego fue llevado a Francia y encerrado en el castillo de Loches, donde estuvo recluido en una jaula de 1,8 metros de ancho y 2,4 metros de largo. Le negaron libros para su diversión. En 1504 se le concedió más libertad, pero murió en 1508.